# Curtis White
Curtis White (Duanesburg, 28 september 1995) is een Amerikaans veldrijder en wegwielrenner die anno 2018 rijdt voor Jelly Belly p/b Maxxis. Zijn zus Emma is eveneens wielrenner.

## Carrière
In 2014 werd White Pan-Amerikaans kampioen veldrijden bij de beloften door in Cincinnati Logan Owen en Andrew Dillman achter zich te laten. Op de weg wist hij in 2016 de proloog van de Ronde van de Elzas te winnen. De leiderstrui die hij hieraan overhield raakte hij een dag later kwijt aan Timothy Dupont.

## Veldrijden

### Palmares
| Seizoen   | Wereldbeker | WK       | P-AK     | AK       | Overige | Totaal aantal zeges |
| Junioren  | Junioren    | Junioren | Junioren | Junioren | Junioren | Junioren            |
| --------- | ----------- | -------- | -------- | -------- | --- | ------------------- |
| 2011-2012 |             | 34e      |          | 5e       | | 0                   |
| 2012-2013 |             | 11e      |          | Zilver   | Cincinnati (I), Cincinnati (II) | 2                   |
| Beloften  |             |          |          |          | |                     |
| 2013-2014 |             | 24e      |          | 4e       | | 0                   |
| 2014-2015 |             | 19e      | Goud     | Brons    | | 1                   |
| 2015-2016 |             | 18e      | Zilver   | Zilver   | | 0                   |
| 2016-2017 |             |          | Goud     | 6e       | | 1                   |
| Elite     |             |          |          |          | |                     |
| 2014-2015 |             |          |          |          | Sterling, Warwick (I), Warwick (II)                                                                                                | 3                   |
| 2015-2016 |             |          |          |          | Baltimore (I), Baltimore (II) | 2                   |
| 2016-2017 |             |          |          |          | Providence (II), Gloucester (I), Gloucester (II), Northampton (I), Northampton (II), Stony Point (II), Warwick (I), Warwick (II)   | 8                   |
| 2017-2018 |             |          | opgave   | 5e       | Northampton (I), Northampton (II), Suffern (II)                                                                                    | 3                   |
| 2018-2019 |             | 21e      | Goud     | Zilver   | Gloucester (I), Gloucester (II), Northampton (I), Northampton (I), Suffern (I), Suffern (II),                                      | 7                   |
| 2019-2020 |             | 18e      | Zilver   | Zilver   | Roanoke (I), Rochester (II), Fayetteville (II), Baltimore (II), Mason (II), Falmouth (I), Falmouth (II), Suffern (I), Suffern (II) | 9                   |
| 2020-2021 |             | 20e      |          |          | | 0                   |
| 2021-2022 |             | 12e      | Zilver   | Zilver   | Roanoke (I) | 1                   |
| 2022-2023 |             | 27e      | Zilver   | Goud     | Baltimore (II) | 2                   |
| 2023-2024 |             | -        | 5e       | -        | Mason (I) en (II), Hendersonville (I) en (II)                                                                                      | 4                   |
| 2024-2025 |             |          | Zilver   |          | |                     |

### Erelijst
| Seizoen   | WB       | Trofee   | SP       | USCX     | US Cup   | VNS      | NES      | WK       | P-AK     | AK       |
| Junioren  | Junioren | Junioren | Junioren | Junioren | Junioren | Junioren | Junioren | Junioren | Junioren | Junioren |
| --------- | -------- | -------- | -------- | -------- | -------- | -------- | -------- | -------- | -------- | -------- |
| 2011-2012 | 44e      |          |          |          |          |          |          | 34e      |          | 5e       |
| 2012-2013 | 18e      |          | 22e      |          |          |          |          | 11e      |          | Zilver   |
| Beloften  |          |          |          |          |          |          |          |          |          |          |
| 2013-2014 | 40e      |          |          |          |          |          |          | 24e      |          | 4e       |
| 2014-2015 | 44e      | 49e      |          |          |          |          |          | 19e      | Goud     | Brons    |
| 2015-2016 | 34e      | 20e      | 26e      |          |          |          |          | 18e      | Zilver   | Zilver   |
| 2016-2017 | 21e      | 39e      | 23e      |          |          |          |          |          | Goud     | 6e       |
| Elite     |          |          |          |          |          |          |          |          |          |          |
| 2015-2016 | 54e      |          |          |          |          |          |          |          |          |          |
| 2016-2017 | 84e      |          |          |          |          | Goud     |          |          |          |          |
| 2017-2018 | 74e      |          |          |          | 4e       | Goud     |          |          | opgave   | 5e       |
| 2018-2019 | 33e      | 45e      |          |          |          | Goud     |          | 21e      | Goud     | Zilver   |
| 2019-2020 | 33e      | 33e      |          |          |          | 5e       |          | 18e      | Zilver   | Zilver   |
| 2020-2021 | 21e      | 41e      |          |          |          |          |          | 20e      |          |          |
| 2021-2022 | 34e      | 33e      |          | 6e       |          |          | Goud     | 12e      | Zilver   | Zilver   |
| 2022-2023 | 42e      | 40e      | 26e      | Goud     |          |          |          | 27e      | Zilver   | Goud     |

## Wegwielrennen

### Overwinningen
2016
Proloog Ronde van de Elzas

## Ploegen
- 2015 –  Optum p/b Kelly Benefit Strategies
- 2016 –  Rally Cycling
- 2017 –  Rally Cycling
- 2018 –  Jelly Belly p/b Maxxis

Burke · Castillo · Corella · Fisher · Jorgenson · McGeough · Rathe · Sheehan · Shelden · Swirbul · White · Wolfe